# Longitarsus strigicollis
Longitarsus strigicollis é uma espécie de insetos coleópteros polífagos pertencente à família Chrysomelidae.
A autoridade científica da espécie é Wollaston, tendo sido descrita no ano de 1864.
Trata-se de uma espécie presente no território português.